# Museu Witt

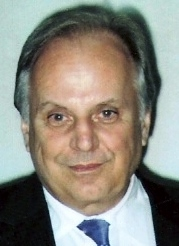
Thomas J. Witt

O Museu Witt Munique (MWM) abriga uma coleção de mariposas situado em Munique, Alemanha. A colecção é a maior do mundo.[carece de fontes?] O museu foi fundado por Thomas Witt em 1980. A sua família é de empresários conhecidos na Alemanha. A coleção consiste em 10 milhões de espécimes de toda a parte do mundo.